# 道辰舜平
道辰 舜平（みちたつ しゅんぺい、1997年9月16日 - ）は、日本の子役である。J-beans所属。

## 略歴
東京都出身。2001年の日本テレビ・読売テレビ系ドラマ『フレーフレー人生!』に石田純一演じる智也の息子（真）役でテレビ初出演。

## 出演作品

### テレビ番組
- ビートたけしのやってはいけない（TBS）
- 行列のできる法律相談所（日本テレビ）
- 連続テレビ小説「こころ」（2003年、NHK）
- ピラメキーノ「男女子役恋物語シリーズ・シーズン4」（2009年6月、テレビ東京）

### 映画
- 渋谷の女子高生が語った"呪いのリスト"2（2009年） - 鉄平役
- 渋谷の女子高生が語った"呪いのリスト"3（2009年） - 直哉役

### CM
- ミツカン「追いがつお」
- プチダノン

### 舞台
- 郡司企画ミュージカル「GANG2006」
- アルゴミュージカル2008